# Pteropyrum olivieri
Pteropyrum olivieri Jaub. & Spach – gatunek rośliny z rodziny rdestowatych (Polygonaceae Juss.). Występuje naturalnie w Turcji, Iraku, Iranie, Afganistanie, Pakistanie oraz północnych Indiach. 

## Morfologia
PokrójWiecznie zielony krzew.
LiścieZebrane w pęczki, ich blaszka liściowa jest niemal siedząca i ma odwrotnie owalny, łyżeczkowaty, równowąsko lancetowaty lub równowąsko podłużny kształt. Mierzy 5–20 mm długości oraz 2–10 mm szerokości, o tępym wierzchołku.
KwiatyZebrane po 5–6 w pęczki, rozwijają się w kątach pędów. Listki okwiatu mają kształt od podłużnego do lancetowatego i różowo-białawą barwę, mierzą 2 mm długości.
OwoceNiełupki z trzema skrzydełkami, osiągają 4–8 mm średnicy.

## Biologia i ekologia
Rośnie na wydmach oraz stokach. Występuje na wysokości do 1900 m n.p.m. Kwitnie od września do października.